# 賴斯科費爾山
46°41′N 13°09′E / 46.683°N 13.150°E

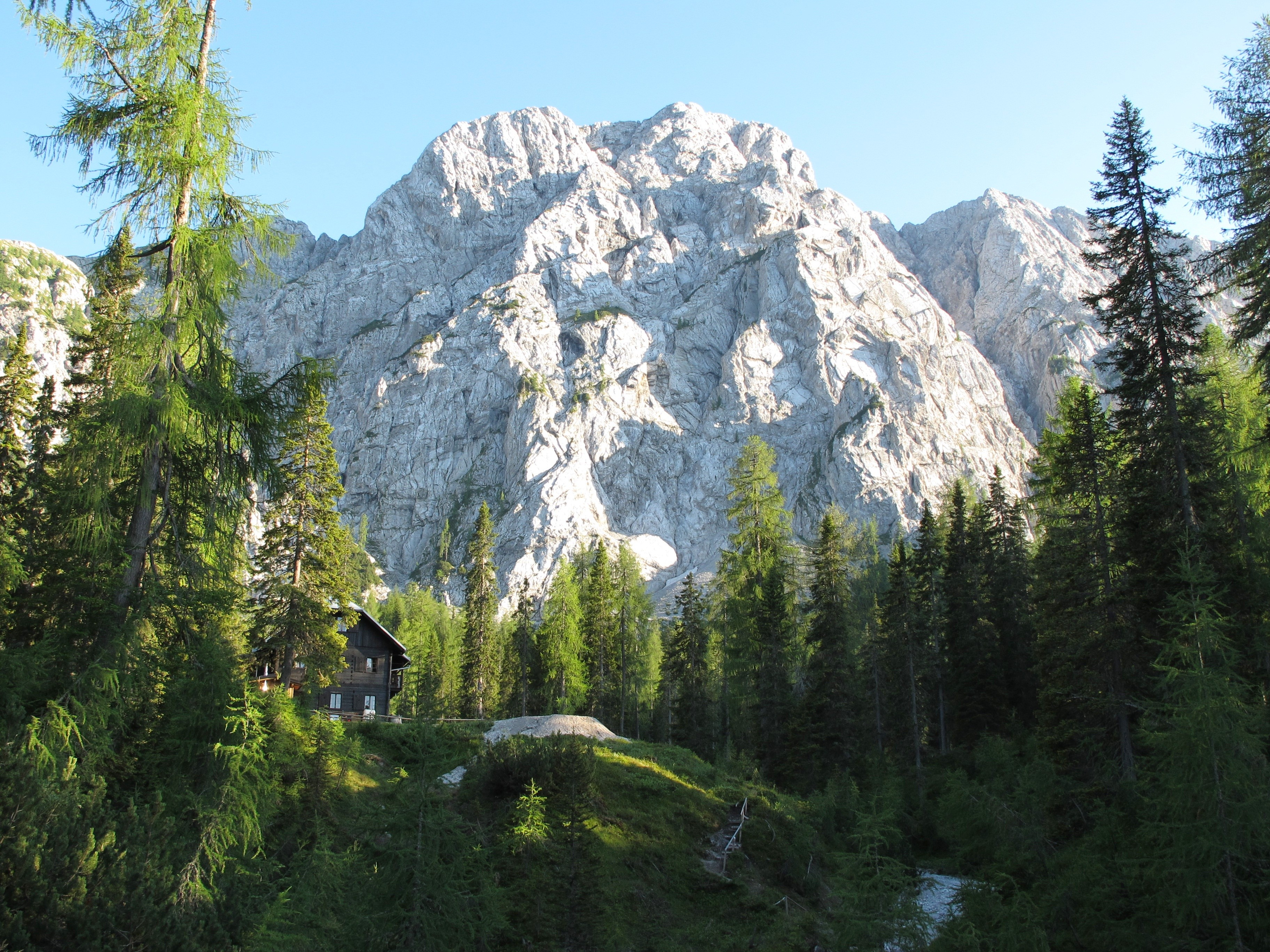

賴斯科費爾山（德語：Reißkofel），是奧地利的山峰，位於該國南部，由克恩頓州負責管轄，屬於蓋爾塔爾阿爾卑斯山脈的一部分，海拔高度2,371米，人類在1848年首次登頂。